# 馬梅人

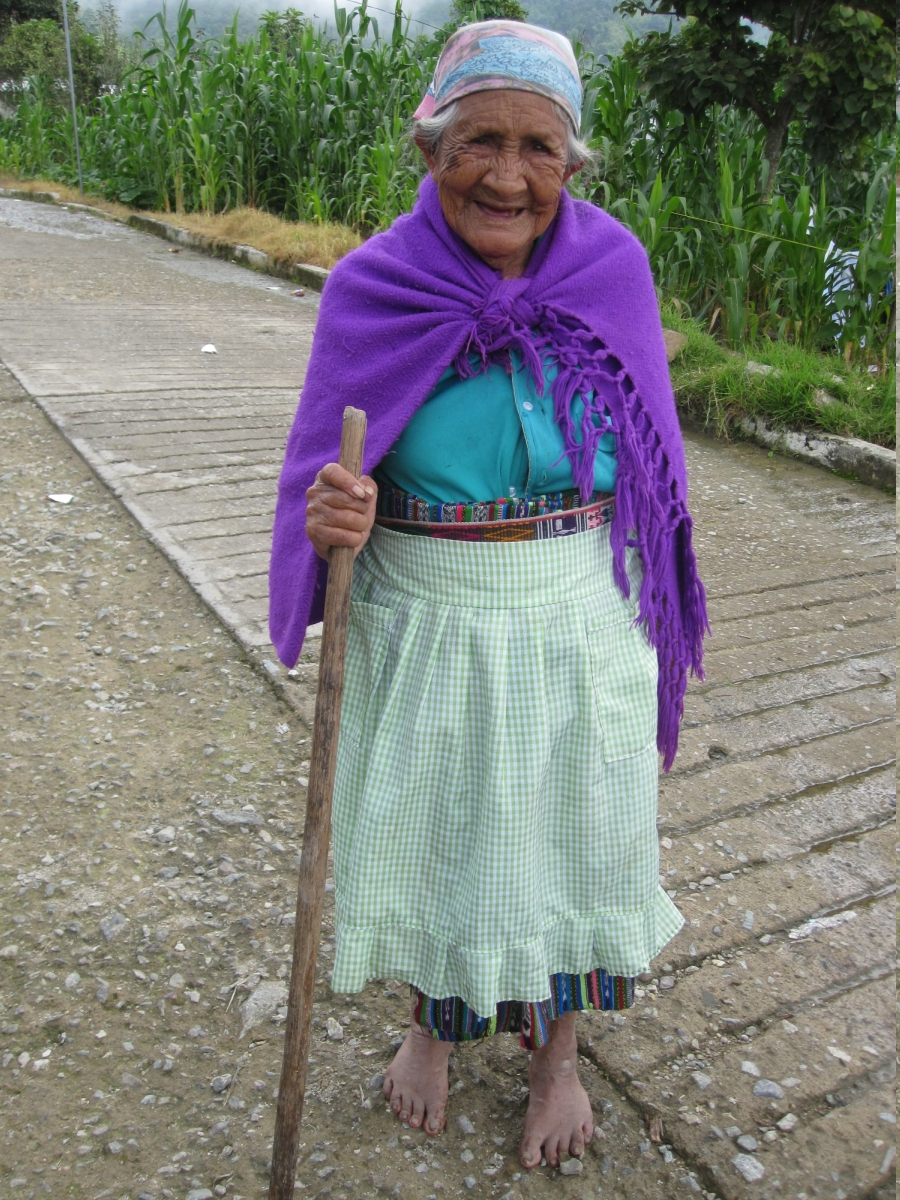
生活在墨西哥恰帕斯州塔帕丘拉Pavencul Ejido的玛姆文化女人。

馬梅人（西班牙語：Mam），是危地马拉西部高地和墨西哥西南部的土著民族，讲馬梅語。
大多数馬梅人（617,171）居住在危地马拉的韋韋特南戈省、聖馬科斯省和克察爾特南戈省。墨西哥的马姆人（23,632）主要居住在恰帕斯州的索科努斯科地区。
在前哥伦布时期，馬梅人是玛雅文明的一部分；馬梅王国前哥伦布时期的首都是Zaculeu。
现今，许多馬梅人住在附近的现代城市韋韋特南戈省及其周边地区。克察爾特南戈省或谢拉市最初是馬梅人居住。更多的玛姆人住在危地马拉北部山区的小村庄，保留了许多本土传统。许多馬梅人会两语言，既会说他们的母语馬梅語（玛雅语系的一部分），也会说西班牙语。